# Французский институт международных отношений
Французский институт международных отношений,ИФРИ, IFRI — аналитический центр, занимающийся международными делами, расположенный в Париже, Франция. Является ведущим французским независимым авторитетным центром научных исследований, экспертной информации и общественных дискуссий о современных международных проблемах.

## Обзор
ИФРИ был основан в 1979 году и возглавляется до сегодняшнего дня Тьерри де Монбриалем, членом Академии моральных и политических наук Франции, иностранным членом Российской академии наук, по мнению ученых ИМЭМО одним самых авторитетных экспертов в изучении проблем современной мировой экономики и политики, автором многочисленных трудов, следуя американской модели исследовательских институтов. Цель ИФРИ — контакты лиц, принимающих решения, и исследователей с целью обсуждения основных современных международных проблем и разработки исследований для их решения.
Анатолий Торкунов в предисловии к «Русскому дневнику» Тьерри де Монбриаля называет ИФРИ главным «русским» институтом Франции последних десятилетий, отличающийся «флагманским» характером качества международного анализа и скорости реагирования на новые проблемы.
В 2011 году, четвёртый год подряд, ИФРИ был единственным французским исследовательским учреждением, вошедшим в топ-50 самых влиятельных аналитических центров по всему миру за пределами Соединённые Штаты, заняв 3-е место в Западной Европе по версии исследования, проведенногое группой исследователей из Пенсильванского университета, и включавшего в себя рейтинг более 6480 институтов, расположенных в 169 странах.
Цель ИФРИ состоит в том, чтобы:
- Развивать прикладные исследования в области государственной политики, связанные с международными проблемами;
- Способствовать интерактивному и конструктивному диалогу между исследователями, профессионалами и лидерами общественного мнения.

ИФРИ независим от всех административных и финансовых регулирующих органов и не связан ни с какой политической партией. Его политическая и интеллектуальная независимость имеет первостепенное значение. В связи с этим институт решил диверсифицировать свои государственные и частные источники финансирования. Его бюджет составляет около 6,5 миллионов евро, около 70 % из которых поступает из частных источников.
В ИФРИ работает около 60 человек, 30 из них — французы, а остальные — иностранные исследователи из разных стран. Более половины из них моложе 40 лет.
Помимо своей исследовательской работы, каждый год ИФРИ принимает приглашённых докладчиков со всего мира, чтобы они могли рассказать о международных проблемах. Институт ежегодно организует около 40 конференций в Париже (42 в 2011 году). Среди приглашённых докладчиков прошлых лет были, в частности: Николя Саркози, Дмитрий Медведев, Ху Цзиньтао, Джалал Талабани, Хамид Карзай, Владимир Путин (выступил с докладом 31 октября 2000 г.), Михаил Саакашвили, Абдулай Вад, Вацлав Клаус, Первез Мушарраф, Абдулла Гюль, Борис Тадич,
Виктор Янукович, Поль Кагаме, Херман Ван Ромпёй, Жозе Мануэль Баррозу и Андерс Фог Расмуссен.

## История

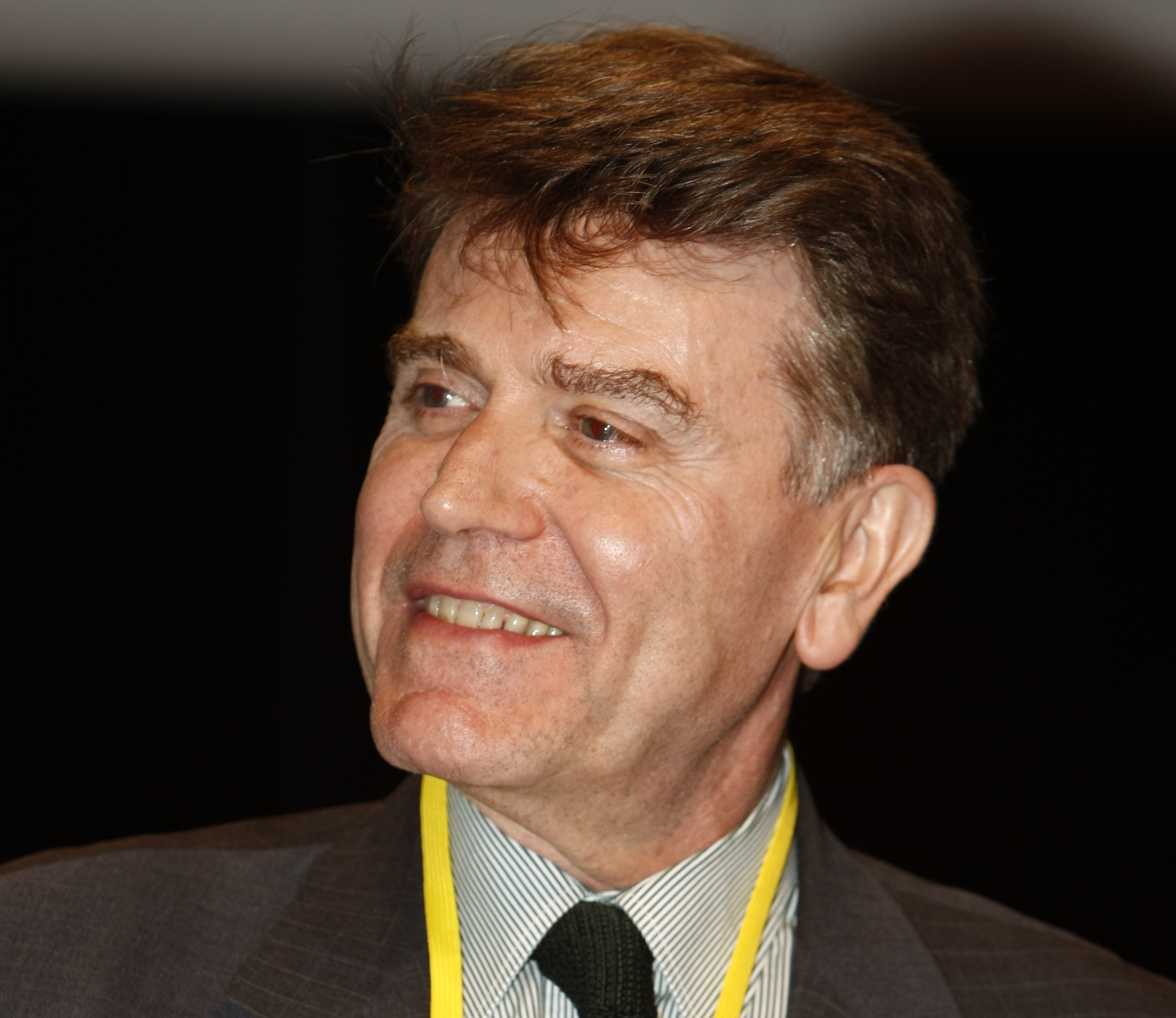
Тьерри де Монбриаль

В 1973 году министр иностранных дел Мишель Жобер при президенте Жорже Помпиду назначил Тьерри де Монбриаля ответственным за создание «Центра по планированию политики» при министерстве с целью анализа системы международных отношений.
Это побудило Тьерри де Монбриаля основать в 1979 году ИФРИ — независимый исследовательский центр, посвящённый этой теме. При его создании оказали поддержку премьер-министр Раймонда Барра и министр иностранных дел Луи де Гиринго и его преемник Жан Франсуа-Понсе, бывший продюсер в Управлении радиовещательного телевидения Франции стал генеральным секретарём.
ИФРИ был создан на базе уже существующего учреждения — «Центра политических исследований Etrangère», основанном в 1935 году французскими университетами и Фондом Карнеги.
Сегодня институт насчитывает около 80 компаний-партнёров и почти 400 членов, которые являются либо частными лицами, либо государственными и неправительственными организациями. Доминик Моизи — специальный советник.

## Связи и международное влияние
ИФРИ работает в партнёрстве со своими партнёрами на регулярной основе; корпорация RAND, институт Брукингса, Совет по международным отношениям и центр стратегических и международных исследований (CSIS), фонд Карнеги, Японский институт международных отношений (JIIA), Московский государственный институт международных отношений (МГИМО), Франко-Корейский фонд, немецкое общество внешней политики и другие.
ИФРИ также с марта 2005 года имеет новый офис в Брюсселе. ИФРИ-Брюссель организует около 30 мероприятий каждый год.

## Миссии
Исследования, проводимые ИФРИ, ориентированы на политику и направлены на освещение важных международных событий. В основном они адресованы лицам, принимающим политические и экономические решения, академическим институтам, лидерам общественного мнения, а также представителям гражданского общества.
Для реализации этой цели ИФРИ разделён на исследовательские центры, которые организованы по
- регионам (Европа, Азия, Африка, Ближний Восток/Магриб, современная Турция, Соединённые Штаты Америки, Россия/ННГ, франко-германские отношения)
- и темам (глобализация и глобальная экономика, стратегические вопросы и вопросы безопасности, миграция и проблемы идентичности, энергетическая геополитика, климат, образование[6][7], демография[8], международные отношения[9] и т. д.). Каждый центр публикует свою собственную коллекцию в Интернете, доступную на веб-сайте ИФРИ.

## Публикации
«Рамзес», ежегодная коллективная работа и ежеквартальный журнал «Политика странствий» — это два основных направления редакционной деятельности ИФРИ. С 1981 года ежегодный отчёт «Рамзес» посвящён основным мировым тенденциям, и его тираж составляет около 10 000 экземпляров. «Политика странствий», который был создан в 1936 году, является первым французским журналом на эту тему. Этот ежеквартальный журнал предлагает обзорные статьи на текущие международные дела. В 2006 году в честь 70-летия журнала вышел юбилейный номер.
Наряду с этими двумя ссылками ИФРИ также публикует более короткие или более специализированные работы; «Заметки Ифри» и «Этюды Ифри», короткий журнал под названием «Актуальные вопросы Ифри», а также онлайн-коллекции Ифри — около 10 — и книги, написанные исследователями ИФРИ. ИФРИ публикует свои исследования на нескольких языках. В 2012 году было опубликовано 12 из этих книг, четыре из которых на иностранных языках, а также 130 «Записок Ифри», половина из которых на иностранных языки — английский, немецкий и русский.

## Финансирование
Бюджет ИФРИ в 2011 году составил около 6,5 миллионов евро. Источники финансирования ИФРИ различны: субсидии или государственные контракты, частное финансирование от частных лиц или компаний. Список участников доступен онлайн в разделе «Партнёры ИФРИ».